# Cristina Margherita di Meclemburgo-Güstrow
Cristina Margherita di Meclemburgo-Güstrow (Güstrow, 3 marzo 1615 – Wolfenbüttel, 16 agosto 1666) è stata duchessa consorte di Meclemburgo-Schwerin dal 1658 al 1663, come prima moglie di Cristiano Ludovico I.

## Biografia

### Gioventù
Cristina Margherita nacque nel 1615 a Güstrow, terzogenita di Giovanni Alberto II e di Margherita Elisabetta di Meclemburgo. La madre morì un anno dopo la sua nascita e fu la sua prima matrigna, Elisabetta d'Assia-Kassel, a interessarsi alla sua educazione. Dal 1628 al 1632 visse con il resto dei famigliari in esilio, a causa della guerra dei trent'anni che minacciò il ducato del padre.

### Vita matrimoniale

#### Prime nozze
A 24 anni sposò in prime nozze, il 12 febbraio 1640, il duca Francesco Alberto di Sassonia-Lauenburg (1598-1642), figlio di Francesco II. Il marito la nominò sua erede nell'anno seguente, quando tornò a servire militarmente l'imperatore. Nel 1642 rimase vedova.

#### Seconde nozze
Il 6 luglio 1650 ad Amburgo, all'età di 35 anni, si sposò in seconde nozze con il cugino Cristiano Ludovico di Meclemburgo-Schwerin, alla presenza della sorella Elisabetta Sofia. Siccome il marito si trovava in difficoltà economiche, Cristina Margherita gli concesse temporaneamente le proprie terre di Zarrenthin e Stintenburg. Poiché Cristiano Ludovico si rifiutò di restituirgliele, nel 1652 lo lasciò recandosi a Wolfenbüttel, dal cognato Augusto. Il marito chiese successivamente il divorzio, confermato nel 1663 da papa Alessandro VII e nel 1664 dall'imperatore.

### Morte
Morì due anni dopo a Wolfenbüttel, all'età di 51 anni. Venne sepolta nella chiesa Beatae Mariae Virginis.

## Titoli e trattamento
- 3 marzo 1615 - 12 febbraio 1640: Sua Altezza, Principessa Cristina Margherita di Meclemburgo-Güstrow
- 12 febbraio 1640 - 6 luglio 1650: Sua Altezza, la Principessa Cristina Margherita di Sassonia-Lauenburg
- 6 luglio 1650 - 27 febbraio 1658: Sua Altezza, la duchessa di Meclemburgo-Schwerin
- 27 febbraio 1658 - 3 ottobre 1663: Sua Altezza, la duchessa di Meclemburgo-Schwerin
- 3 ottobre 1663 - 16 agosto 1666: Sua Altezza, la duchessa Cristina Margherita di Meclemburgo-Güstrow

## Ascendenza
|                                            |                                    |                                   | Genitori                      |  |  | Nonni |  |  | Bisnonni                                   |  |  | Trisnonni                          |  |
|                                            |                                    |                                   |                               |  |  |       |  |  | Giovanni Alberto I di Meclemburgo-Schwerin |  |  | Alberto VII di Meclemburgo-Güstrow |  |
|                                            |                                    |                                   |                               |  |  |       |  |  | Giovanni Alberto I di Meclemburgo-Schwerin |  |  | Alberto VII di Meclemburgo-Güstrow |  |
|                                            |                                    | Anna di Brandeburgo               |                               |  |  |       |  |  | Giovanni Alberto I di Meclemburgo-Schwerin |  |  |                                    |  |
| Giovanni VII di Meclemburgo-Schwerin       |                                    |                                   |                               |  |  |       |  |  | Giovanni Alberto I di Meclemburgo-Schwerin |  |  |                                    |  |
|                                            |                                    | Anna Sofia di Prussia             | Alberto I di Prussia          |  |  |       |  |  |                                            |  |  |                                    |  |
|                                            |                                    | Anna Sofia di Prussia             | Alberto I di Prussia          |  |  |       |  |  |                                            |  |  |                                    |  |
|                                            |                                    | Anna Sofia di Prussia             | Dorotea di Danimarca          |  |  |       |  |  |                                            |  |  |                                    |  |
| Giovanni Alberto II di Meclemburgo-Güstrow |                                    | Anna Sofia di Prussia             |                               |  |  |       |  |  |                                            |  |  |                                    |  |
|                                            |                                    | Adolfo di Holstein-Gottorp        | Federico I di Danimarca       |  |  |       |  |  |                                            |  |  |                                    |  |
|                                            |                                    | Adolfo di Holstein-Gottorp        | Federico I di Danimarca       |  |  |       |  |  |                                            |  |  |                                    |  |
|                                            |                                    | Adolfo di Holstein-Gottorp        | Sofia di Pomerania            |  |  |       |  |  |                                            |  |  |                                    |  |
| Sofia di Holstein-Gottorp                  |                                    | Adolfo di Holstein-Gottorp        |                               |  |  |       |  |  |                                            |  |  |                                    |  |
|                                            |                                    | Cristina d'Assia                  | Filippo I d'Assia             |  |  |       |  |  |                                            |  |  |                                    |  |
|                                            |                                    | Cristina d'Assia                  | Filippo I d'Assia             |  |  |       |  |  |                                            |  |  |                                    |  |
|                                            |                                    | Cristina d'Assia                  | Cristina di Sassonia          |  |  |       |  |  |                                            |  |  |                                    |  |
| Cristina Margherita di Meclemburgo-Güstrow |                                    | Cristina d'Assia                  |                               |  |  |       |  |  |                                            |  |  |                                    |  |
|                                            | Alberto VII di Meclemburgo-Güstrow | Magnus II di Meclemburgo-Schwerin |                               |  |  |       |  |  |                                            |  |  |                                    |  |
|                                            | Alberto VII di Meclemburgo-Güstrow | Magnus II di Meclemburgo-Schwerin |                               |  |  |       |  |  |                                            |  |  |                                    |  |
|                                            | Alberto VII di Meclemburgo-Güstrow | Sofia di Pomerania-Wolgast        |                               |  |  |       |  |  |                                            |  |  |                                    |  |
| Cristoforo di Meclemburgo                  | Alberto VII di Meclemburgo-Güstrow |                                   |                               |  |  |       |  |  |                                            |  |  |                                    |  |
|                                            |                                    | Anna di Brandeburgo               | Gioacchino I di Brandeburgo   |  |  |       |  |  |                                            |  |  |                                    |  |
|                                            |                                    | Anna di Brandeburgo               | Gioacchino I di Brandeburgo   |  |  |       |  |  |                                            |  |  |                                    |  |
|                                            |                                    | Anna di Brandeburgo               | Elisabetta di Danimarca       |  |  |       |  |  |                                            |  |  |                                    |  |
| Margherita Elisabetta di Meclemburgo       |                                    | Anna di Brandeburgo               |                               |  |  |       |  |  |                                            |  |  |                                    |  |
|                                            |                                    | Gustavo I di Svezia               | Erik Johansson Vasa           |  |  |       |  |  |                                            |  |  |                                    |  |
|                                            |                                    | Gustavo I di Svezia               | Erik Johansson Vasa           |  |  |       |  |  |                                            |  |  |                                    |  |
|                                            |                                    | Gustavo I di Svezia               | Margherita Leijonhufvud       |  |  |       |  |  |                                            |  |  |                                    |  |
| Elisabetta Vasa                            |                                    | Gustavo I di Svezia               |                               |  |  |       |  |  |                                            |  |  |                                    |  |
|                                            |                                    | Margherita Leijonhufvud           | Erik Abrahamsson Leijonhufvud |  |  |       |  |  |                                            |  |  |                                    |  |
|                                            |                                    | Margherita Leijonhufvud           | Erik Abrahamsson Leijonhufvud |  |  |       |  |  |                                            |  |  |                                    |  |
|                                            |                                    | Margherita Leijonhufvud           | Ebba Eriksdotter Vasa         |  |  |       |  |  |                                            |  |  |                                    |  |
|                                            |                                    | Margherita Leijonhufvud           |                               |  |  |       |  |  |                                            |  |  |                                    |  |